# Wojciech Michniewski
Wojciech Michniewski (ur. 4 kwietnia 1947 w Łodzi) – polski dyrygent.

## Życiorys
Absolwent Państwowej Wyższej Szkole Muzycznej w Warszawie w klasie dyrygentury Stanisława Wisłockiego (dyplom z wyróżnieniem), teorii muzyki oraz kompozycji w klasie Andrzeja Dobrowolskiego. W 2009 uzyskał stopień doktora sztuki muzycznej w zakresie dyrygentury w Akademii Muzycznej w Krakowie. Prowadzi zarówno koncerty symfoniczne, jak i spektakle operowe, w tym wystawienia współczesnych oper. Wystąpił w rolach dyrygentów w kilkunastu filmach.
W 1973, wraz z Elżbietą Sikorą i Krzysztofem Knittlem, utworzył grupę kompozytorską KEW.
W latach 1979-81 dyrektor artystyczny Teatru Wielkiego w Łodzi, od 1979 do 1983 dyrektor muzyczny Sceny Współczesnej w Warszawskiej Operze Kameralnej, w latach 1987–1991 dyrektor naczelny i artystyczny Filharmonii Poznańskiej.
Jego utwór SZEPTET zdobył nagrodę Radiotelevisione italiana w kategorii „Muzyka” podczas Prix Italia 1975 we Florencji.
W 2005 otrzymał nagrodę Związku Kompozytorów Polskich oraz nadany przez ministra kultury Waldemara Dąbrowskiego Srebrny Medal „Zasłużony Kulturze Gloria Artis”. Ponadto otrzymał trzy nagrody "Fryderyk" (1996, 1999, 2017).
Od 2009 wykłada w Akademii Muzycznej w Bydgoszczy, od 2014 jako profesor.